# Фридрих Вилхелм III фон Рохов
Фридрих Вилхелм III фон Рохов (на немски: Friedrich Wilhelm III. von Rochow; * 12 май 1689 или 1690 в Рекан в Бранденбург; † 16 юли 1764 в Ернстбург) е пруски държавен министър и таен съветник..
Той е син на Ханс Хайнрих II фон Рохов (1653 – 1713) и третата му съпруга София Аделхайд фон Трестов/Тресков (1681 – 1739), дъщеря на Арндт Хайнрих фон Трестов/Тресков и Гертрауда Магдалена фон Велтхайм.
Фридрих Вилхелм III фон Рохов започва службата си като камер-юнкер при крал Фридрих Вилхелм I. Той става военен съветник в Берлин. На 15 август 1738 г. той става таен бюджетен и военен министър или държавен мининистър и президент на военната камера. През 1742 г. той напуска службата си.
От 1739 до 1741 г. той строи църквата в Рекан. През 1760 г. той оставя именията си на син си Фридрих Еберхард фон Рохов и се оттегля в пруските имения Ернстбург, Грибен, Песелн, Шьонхайде и Тремпен, зестрата на съпругата му.

## Фамилия
Фридрих Вилхелм III фон Рохов се жени на 7 януари 1721 г. в Берлин за Фридерика Еберхардина фон Гьорне (* 18 януари 1700, Плауе; † 12 юни 1760, Рекане), дъщеря на пруския министър Фридрих фон Гьорне (1670 – 1743) и Еберхардина фон Хюнеде (1652 – 1705). Те имат 14 деца, между тях:
- София Доротея Фридерика фон Рохов (* 27 ноември 1721, Берлин; † 24 август 1757, Щокхаузен), омъжена на 24 август 1742 г. за фрайхер Вилхелм Кристиан фон дер Реке (* 7 ноември 1707, Люббеде; † 23 септември 1764, Щокхаузен)
- Фридрих Еберхард фон Рохов (* 11 октомври 1734, Берлин; † 16 май 1805 в дворец Рекан), реформатор, наследствен господар в Рекан и домхер в Халберщат, женен 1759 г. за Кристиана Луиза фон Бозе (* 1 май 1734, Вайсенфелс; † 19 май 1808, Берлин); бездетен